# Sendeń Duży
Sendeń Duży (do 2012 Sędeń Duży) – wieś sołecka w Polsce położona w województwie mazowieckim, w powiecie płockim, w gminie Łąck. 
| SIMC    | Nazwa              | Rodzaj    |
| ------- | ------------------ | --------- |
| 0569651 | Jeziorkowo-Gajówka | część wsi |

W latach 1975–1998 miejscowość administracyjnie należała do województwa płockiego.
W 2012 r. zmieniono urzędowo nazwę miejscowości z Sędeń Duży na Sendeń Duży.